# Fladda, Treshnish Isles
Fladda är en ö i Storbritannien.   Den ligger i kommunen Argyll and Bute och riksdelen Skottland, i den nordvästra delen av landet, 700 km nordväst om huvudstaden London. Arean är 0,16 kvadratkilometer.
Terrängen på Fladda är mycket platt. Öns högsta punkt är 16 meter över havet. 